# Тейлор Хейз
Тейлор Хейз (англ. Taylor Hayes, род. 14 января 1975 года) — псевдоним американской порноактрисы Тары Эллин Смит (англ. Tara Ellyn Smith). Свой псевдоним она взяла с персонажа мыльной оперы Дерзкие и красивые. В 1994 году снялась для журнала Penthouse, а в 1995 году появилась на развороте журнала Hustler.

## Награды и номинации

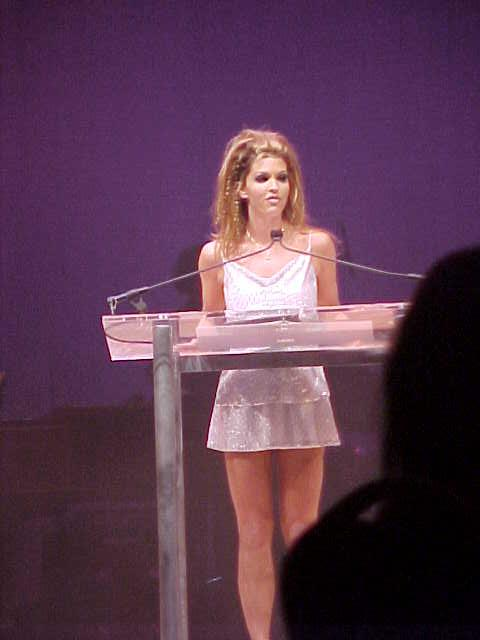
Хейз на AVN Awards, 2000 год

- 1999 AVN Best Group Sex Scene — Film for The Masseuse 3[1]
- 2001 XRCO Best Actress (Single Performance) for Jekyll & Hyde[2]
- 2001 AVN Best Actress — Film for Jekyll & Hyde[1]
- 2002 XRCO Best Actress (Single Performance) for Fade to Black[2]
- 2002 AVN Best Couples Sex Scene — Film for Fade to Black[1]
- 2002 AVN Best Group Sex Scene — Film for Fade to Black[1]
- 2007 AVN Hall of Fame[3]

## Личная жизнь
У актрисы двое детей: сын от Сеймора Баттса (1996 года рождения), второй ребёнок родился в мае 2005 года.